# سیارک ۴۸۱۰
سیارک ۴۸۱۰ (به انگلیسی: 4810 Ruslanova، نامگذاری:1972GL) چهار هزار و هشتصد و دهمین سیارک کشف شده‌است که در ۱۴ آوریل ۱۹۷۲ کشف شد.
قدر مطلق سیارک برابر ۱۳٫۲۰ است.